# Divizia A 1942-1943
La Divizia A 1942-1943 fu un campionato rumeno di calcio organizzato dalla Federcalcio rumena su ordine delle autorità fasciste e in condizioni di difficoltà a causa della Seconda guerra mondiale. Fu vinto dal FC Craiova ma fu successivamente disconosciuto dalla federazione.

## Formula
Col fronte russo lontano migliaia di chilometri, il regime rumeno volle dare un segnale di forza rifacendo partire il campionato di calcio. A differenza della stagione precedente, quando venne organizzato un campionato ad eliminazione diretta durato poco più di un mese, il torneo vide 12 squadre partecipanti che si incontrarono in turni di andata e ritorno per un totale di 22 partite. Si stabilì anche normalmente che l'ultima classificata retrocedesse in Divizia B.
In realtà, il lotto delle partecipanti fu condizionato dalle numerose defezioni per difficoltà economiche dovute al conflitto, cui la Federazione cercò di rappezzare su invito vagamente ispirandosi un po' alla classifica di due anni prima, un po' alle risultanze della coppa Bessarabia, ammettendo trattarsi di una manifestazione de razboiu, ossia di guerra. Fu così che poi dopo il conflitto, mutato radicalmente il quadro politico, questo campionato fu disconosciuto.

## Squadre partecipanti
| Club                      | Città         | Stadio | Posizione 1941-1942 |
| ------------------------- | ------------- | ------ | ------------------- |
| ACFR Brașov               | Brașov        |        | Ottavi di finale    |
| Carmen București          | Bucarest      |        | non partecipante    |
| CFR Turnu-Severin         | Turnu Severin |        | Finale              |
| FC Craiova                | Craiova       |        | Quarti di finale    |
| Gloria CFR Galați         | Galați        |        | non partecipante    |
| Juventus București        | Bucarest      |        | Semifinale          |
| FC Ploiești               | Ploiești      |        | Quarti di finale    |
| Rapid Bucarest            | Bucarest      |        | Vincitore           |
| Sportul Studențesc        | Bucarest      |        | non partecipante    |
| Unirea Tricolor București | Bucarest      |        | Quarti di finale    |
| Universitatea Sibiu       | Sibiu         |        | Semifinale          |
| Venus Bucarest            | Bucarest      |        | non partecipante    |

## Classifica finale
|  | Pos. | Squadra                   | Pt | G  | V  | N | P  | GF | GS | DR  |
|  | ---- | ------------------------- | -- | -- | -- | - | -- | -- | -- | --- |
|  | 1.   | FC Craiova                | 34 | 22 | 14 | 6 | 2  | 81 | 31 | +50 |
|  | 2.   | Rapid Bucarest            | 30 | 22 | 13 | 4 | 5  | 57 | 33 | +24 |
|  | 3.   | Unirea Tricolor București | 27 | 22 | 11 | 5 | 6  | 66 | 39 | +27 |
|  | 4.   | Venus Bucarest            | 23 | 22 | 10 | 3 | 9  | 50 | 33 | +17 |
|  | 5.   | CFR Turnu-Severin         | 23 | 22 | 10 | 3 | 9  | 36 | 35 | +1  |
|  | 6.   | Gloria CFR Galați         | 21 | 22 | 9  | 3 | 10 | 42 | 49 | -7  |
|  | 7.   | FC Ploiești               | 21 | 22 | 7  | 7 | 8  | 34 | 50 | -16 |
|  | 8.   | Universitatea Sibiu       | 20 | 22 | 7  | 6 | 9  | 48 | 51 | -3  |
|  | 9.   | Sportul Studențesc        | 20 | 22 | 7  | 6 | 9  | 40 | 45 | -5  |
|  | 10.  | Carmen București          | 19 | 22 | 8  | 3 | 11 | 49 | 55 | -6  |
|  | 11.  | Juventus București        | 17 | 22 | 5  | 7 | 10 | 46 | 55 | -9  |
|  | 12.  | ACFR Brașov               | 9  | 22 | 4  | 1 | 17 | 27 | 80 | -53 |

Legenda:

      Campione di Romania (disconosciuto)
      Retrocessa in Divizia B
Note:

Due punti a vittoria, uno a pareggio, zero a sconfitta.